# Grundbuchprinzipien
Unter Grundbuchprinzipien versteht man im Grundbuchrecht die Grundsätze, unter denen ein Grundbuch geführt werden muss.

## Allgemeines
Als Grundbücher, die den Grundbuchprinzipien unterliegen, kommen das allgemeine Grundbuch, Erbbaugrundbuch, Schiffsregister, Teileigentumsgrundbuch und Wohnungsgrundbuch in Frage. Damit das Grundbuch seine Funktionen wirksam erfüllen kann, müssen bestimmte materielle und formelle Rechtsprinzipien sowohl für die Voraussetzungen und den Vollzug als auch für die Rechtswirkungen der Eintragungen maßgebend sein. Im Grundbuchrecht unterscheidet man zwischen materiellem Recht und formellem Recht, das gilt auch für die Grundbuchprinzipien. Das materielle Recht besagt, wie ein Recht entsteht, verändert, übertragen oder gelöscht wird. Das formelle Recht klärt, wie dieses materielle Recht durchgesetzt werden kann. Die Grundbuchprinzipien gehören entweder dem materiellen oder dem formellen Recht an.
Es gibt fünf Grundbuchprinzipien, und zwar das Grundbuchsystem, das Eintragungsprinzip, das Konsensprinzip, das Rangprinzip und das Publizitätsprinzip. Daneben hat die Fachliteratur noch weitere Prinzipien entwickelt.

## Grundbuchsystem
Grundbuchsystem besagt, dass sämtliche Rechtsverhältnisse, die ein Grundstück oder grundstücksgleiches Recht betreffen, im Grundbuch vermerkt werden müssen. Deshalb sind sowohl Eintragungen/Löschungen des Eigentums (in Abteilung I) als auch beschränkte dingliche Rechte wie Reallasten in Abteilung II oder Grundpfandrechte in Abteilung III zu vermerken.

## Eintragungsprinzip
Nach dem Eintragungsprinzip (auch: Buchungsprinzip) kann nur durch Eintragung ins Grundbuch eine materielle Rechtsänderung erfolgen. Daraus folgt, dass eine dingliche Einigung ohne Eintragung genauso rechtsunwirksam ist wie eine Eintragung ohne Einigung. Das Buchungsprinzip geht auf den Grundsatz des öffentlichen Glaubens zurück. Denn Inhalte und Rechte, die nicht im Grundbuch vermerkt sind, gelten regelmäßig als nicht bestehend.
Nach dem Eintragungsprinzip entsteht eine Rechtsänderung aus Rechtsgeschäften erst durch Eintragung (§ 9 Abs. 1 GBO, § 15 Abs. 2 GBO). Eintragungen besitzen deshalb stets konstitutive Wirkung und sorgen dafür, dass Grundbuchrechte überhaupt rechtswirksam entstehen.

## Konsensprinzip
Das Konsensprinzip (auch: Einigungsprinzip) bestimmt, dass der Erwerb, die Veränderung und die Aufhebung von Eigentum und sonstigen Rechten an Grundstücken sowohl von der dinglichen Einigung der Beteiligten als auch von der Eintragung in das Grundbuch abhängig sind (§ 873 BGB – doppeltes Erfordernis).
Das Grundbuchamt prüft im Regelfall lediglich die abstrakte, auf die Rechtsentstehung als solche gerichtete Willenserklärung, nicht dagegen die Legalität des zugrunde liegenden Kausalgeschäfts (§ 13 Abs. 1 GBO). Im Falle einer Einigung über die Rechtsübertragung (Auflassung, § 925 BGB) eines Grundstücks sowie im Falle der Eintragung und Veränderung des Inhalts oder Übertragung eines Erbbaurechts darf eine Eintragung nur erfolgen, wenn beide Vertragsparteien ihr Einverständnis durch einen notariell beurkundeten Vertrag (§ 128 BGB) wie zum Beispiel einen Grundstückskaufvertrag oder einen Schenkungsvertrag erklärt haben (§ 311b BGB).

## Rangprinzip
Das Rangprinzip ist abgeleitet vom sachenrechtlichen Prioritätsprinzip und regelt den Rang der einzelnen Rechte eines Grundstückes im Grundbuch. Sind in einer Abteilung mehrere Eintragungen vorzunehmen, so erhalten sie eine Reihenfolge, welche sich nach dem Antragsdatum bzw. Eingangsuhrzeit richtet. Dabei darf die später beantragte Eintragung nicht vor der Erledigung des früher gestellten Antrages erfolgen (§ 17 GBO). Sind die Anträge ausnahmsweise gleichzeitig gestellt worden, so ist dies im Grundbuch zu vermerken (§ 45 Abs. 1 GBO).
Sind die Rechte in verschiedenen Abteilungen eingetragen, so hat das unter Angabe eines früheren Tages eingetragene Recht den Vorrang. Rechte, die unter Angabe desselben Tages eingetragen sind, haben gleichen Rang (§ 879 BGB, § 45 GBO - Datumsprinzip).

## Publizitätsprinzip
Das formelle Publizitätsprinzip (§ 12 Abs. 1 GBO) besagt, dass jeder das Grundbuch einsehen darf, der ein berechtigtes Interesse nachweisen kann. Das Gleiche gilt auch für Urkunden, auf die im Grundbuch Bezug genommen wird (Grundakten wie Kaufverträge oder sonstige notarielle Beurkundungen). Ein berechtigtes Interesse liegt vor, wenn der Einsichtnehmende zu den Liegenschaften insbesondere rechtliche Verbindungen hat (zum Beispiel als Pächter, über einen Erbschein, Notare).
Nach dem materiellen Publizitätsprinzip (§§ 891 ff. BGB) gilt der Inhalt des Grundbuches stets als richtig (öffentlicher Glaube). Danach gelten die im Grundbuch vermerkten Inhalte und Rechte als bestehend; nicht eingetragene gelten als nicht bestehend. Die Richtigkeit gilt bis zum Beweis des Gegenteils durch Widerspruch.

## Weitere Prinzipien
Die Fachliteratur erwähnt noch weitere Prinzipien. Grundsätzlich wird das Grundbuchamt nicht von Amts wegen tätig (Antragsprinzip). Deshalb muss eine Eintragung, Veränderung oder Aufhebung stets auf einem schriftlichen Antrag beruhen, damit eine Änderung rechtskräftig wird. Antragsberechtigt ist jeder, zu dessen Gunsten die Eintragung vorgenommen werden soll (zum Beispiel der Erwerber eines Grundstücks) sowie auch jeder, dessen Eigentum von der Eintragung betroffen ist. Ferner ist in § 13 Abs. 2 GBO vorgeschrieben, dass das Datum und die „genaue“ Uhrzeit, in dem ein Antrag beim Grundbuchamt eingeht, auf dem Antrag vermerkt werden muss (Präsentat). Dies ist von Bedeutung, wenn zum Beispiel mehrere Anträge, das gleiche Grundstück betreffend, am selben Tag beim Grundbuchamt eingehen. In diesem Fall sind die Anträge chronologisch zu bearbeiten (Prioritätsprinzip).